# Joseph Anselm Feuerbach
Joseph Anselm Feuerbach (Jena, 9 de setembro de 1798 - Freiburg, 8 de setembro de 1851) foi um filólogo e arqueólogo clássico alemão.

## Biografia
Joseph Anselm Feuerbach nasceu o filho mais velho do famoso jurista Paul Johann Anselm Ritter von Feuerbach, em Jena, e passou os primeiros anos em cidades diferentes. Desde 1814 cursou o ensino médio em Bamberg e, em 1817, ingressou na Universidade de Erlangen, onde estudou história e depois filosofia, sob a influência de Johann Arnold Kannes, mudando mais tarde para o estudo de teologia. Sofreu de depressão durante toda a vida e algum tipo de doença mental, razão pela qual passou um tempo em busca de uma cura em Dresden.
Em 1820 retomou os estudos na Ruprecht-Karls-Universität Heidelberg, cursando desta feita arqueologia e filologia. Após uma pausa em razão de sua doença nervosa, apresentou em 1824 sua tese de exame e no ano seguinte torna-se professor de uma escola em Speyer. Foi nesta época que escreveu sua obra mais importante, que trata do estudo do Apolo Belvedere, contendo uma série de apreciações arqueológicas e estéticas que lhe valeram, em 1836, a nomeação como professor na Universidade de Freiburg, onde lecionou até sua morte.
Joseph Anselm Feuerbach foi pai do pintor Anselm Feuerbach. Sua segunda esposa, Henriette Feuerbach, era irmã do médico Friedrich Wilhelm Heidenreich.

## Publicações
- Der vaticanische Apollo. Eine Reihe archäologisch-ästhetischer Betrachtungen. Nürnberg 1833; 2. Aufl., Stuttgart 1855.
- Nachgelassene Schriften, Braunschweig 1853, 4 Bde.
  - 1. Band: Leben, Briefe und Gedichte, hrsg. von Henriette Feuerbach.
  - 2.–4. Band: Geschichte der griechischen Plastik und Kunstgeschichtliche Abhandlungen, hrsg. von Hermann Hettner.